# Pirates of Treasure Island
Pirates of Treasure Island is een Amerikaanse film uit 2006 van The Asylum met Lance Henriksen.

## Verhaal
Jim Hawkins is een jongeman op zoek naar avontuur en geld. Hij krijgt een kans om zijn dromen te verwezenlijken wanneer hij een schatkaart vindt. Hij besluit een bemanning op te trommelen om richting het eiland te vertrekken waar de schat zou liggen. Zijn bemanning blijkt niet echt goed samen te kunnen werken en de schat lijkt verder weg dan ooit.

## Rolverdeling
| Acteur          | Personage        |
| --------------- | ---------------- |
| Lance Henriksen | Long John Silver |
| Tom Nagel       | Jim Hawkins      |
| Rebekah Kochan  | Anne Bonney      |
| Rhett Giles     | Wilkins          |
| Jeff Denton     | Dr. Livesey      |